# Розірвання унії між Норвегією та Швецією

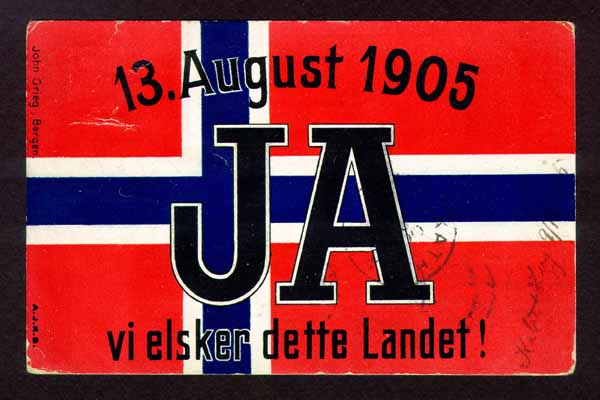
Листівка часів норвезького плебісциту. Ja, vi elsker dette landet («Так, ми любимо цю країну») — це початкові слова національного гімну Норвегії.

Розірвання унії (бук. unionsoppløsningen; нюн. unionsoppløysinga; швед. unionsupplösningen) між королівствами Норвегія та Швеція, які перебували під владою династії Бернадотів, було започатковано рішенням Стортингу 7 червня 1905 року. Після кількох місяців напруженості та побоювань щодо початку війни між сусідніми королівствами (які на той час перебували в персональній унії) та проведення плебісциту 13 серпня, на якому переважна більшість підтримала розірвання, переговори між двома урядами призвели до визнання Швецією незалежності Норвегії як конституційної монархії 26 жовтня 1905 року. У цей день король Оскар II зрікся претензій на норвезький престол, фактично розпустивши Сполучені Королівства Швеції та Норвегії. Незабаром після цього, 18 листопада, норвезький трон посів принц Карл Данський, який прийняв ім'я Гокона VII.

## Передумови
Норвезькі націоналістичні прагнення в 1814 році були зірвані перемогою Швеції в короткій, але вирішальній війні, внаслідок чого Норвегія вступила в персональну унію зі Швецією. Норвезька конституція здебільшого залишалася недоторканою, і Норвегія юридично зберігала статус незалежної держави зі своїм парламентом, судовою системою, збройними силами, прапором і валютою. Однак Норвегія і Швеція мали спільного монарха та проводили спільну зовнішню політику через шведське міністерство закордонних справ. Переважно між двома народами існували добрі відносини, і король зазвичай намагався діяти в інтересах обох королівств.
Проте з роками все більше стало очевидно розходження інтересів Норвегії та Швеції. Зокрема, норвежці відчували, що їхні зовнішньополітичні інтереси недостатньо задовольняються шведським міністерством закордонних справ. Існувало кілька ключових чинників конфлікту:
- Норвезька економіка більше залежала від зовнішньої торгівлі і, відповідно, була чутливішою до протекціоністських заходів, які підтримував меркантилістський уряд Швеції.
- Норвегія мала торговельні та інші зв'язки з Великою Британією, тоді як Швеція мала тісніші зв'язки з Німецькою імперією.
- Норвегія мала більше інтересів за межами Європи, ніж Швеція.

Крім того, норвезька політика все більше підпадала під вплив ліберальних тенденцій, які характеризувалися розширенням парламентської демократії, тоді як шведська політика була більш консервативною. Відповідно до норвезької Конституції, Стортинг був найсильнішим законодавчим органом на континенті. Король мав лише відкладене вето в Норвегії, і Стортинг відкидав численні спроби монархії отримати абсолютне вето, яке було у неї в Швеції. До 1884 року вплив Стортингу зріс до того, що король більше не міг призначати норвезький уряд на свій розсуд або тримати його при владі всупереч волі Стортингу. У Швеції, на відміну від цього, король до 1905 року (принаймні формально) залишався майже автократом.
Коли у 1895 році було скасовано «Міждержавні закони» (Mellomrikslovene), які регулювали вільну торгівлю між двома країнами, економічні підстави для подальшого існування унії значно зменшилися.

### Консульська суперечка
Конфлікт загострився навколо так званої «консульської суперечки», коли послідовні норвезькі уряди наполягали на тому, що Норвегія має створити власні консульства за кордоном, а не покладатися на спільні консульства, призначені шведським міністром закордонних справ. У Норвегії було кілька причин для критики: по-перше, деякі консули були не норвежцями чи шведами, а з країни, де вони проживали, і мали мало знань про потреби та умови Норвегії. По-друге, існувала критика щодо того, що мережа консульств у Європі віддавала перевагу шведським інтересам над норвезькою торгівлею (тим самим затримуючи модернізацію тоннажного податку, незважаючи на загальнополітичну згоду в Норвегії щодо таких змін). По-третє, хоча Норвегія розширила свої торговельні зони за межі Європи, зокрема в Північну та Південну Америку, Вест-Індію, Африку та Азію, ці регіони не були добре охоплені існуючою консульською мережею.
Крім того, тоді як у більшості інших західних країн хороші консули часто ставали дипломатами, у Швеції було навпаки: дипломати без досвіду роботи консулами часто виконували ці функції. Тому вони мали більше дипломатичний, аніж комерційний підхід. Ще однією проблемою було те, що, тоді як міжнародна тенденція полягала в тому, що індустріалізація та вільна торгівля вимагали більших ринків, шведський парламент дотримувався протекціоністської торговельної політики. Таким чином, консульства повинні були відповідати як на норвезькі активні торговельні інтереси, так і на шведський скептицизм щодо торгівлі.

## Підготовка до незалежності
На початку 1905 року норвезький прем'єр-міністр Кристіан Мікельсен сформував коаліційний уряд, що складався з лібералів і консерваторів, єдиною метою якого було створення окремої норвезької консульської служби. Закон був прийнятий норвезьким парламентом, але, як і очікувалося, король Оскар II наклав на нього вето, що призвело до подання урядом Мікельсена у відставку.
Проте Оскар відмовився прийняти відставки. У свою чергу, Мікельсен і його міністри відмовилися завізувати рішення короля та повернулися до Крістіанії (нині Осло) 7 червня 1905 року, що спричинило конституційну кризу. Того ж дня Стортинг одноголосно проголосував за розірвання унії зі Швецією, вважаючи, що Оскар фактично відмовився від ролі короля Норвегії, відмовившись призначити новий уряд. Стортинг також надав уряду Мікельсена повноваження виконувати функції уряду-опікуна до подальшого повідомлення, надавши йому виконавчу владу, яка зазвичай належить королю.

### Плебісцит
На початку шведський уряд відреагував на цю заяву як на повстанський акт, але згодом погодився на переговори про завершення унії, серед інших умов наполягаючи на проведенні норвезького плебісциту. Однак норвезький уряд передбачив це і вже призначив плебісцит на 13 серпня, щоб уникнути враження, що він був скликаний у відповідь на вимоги Швеції.
Плебісцит, який відбувся 13 серпня, показав один з найбільш односторонніх результатів в історії: 368 208 голосів (99,95%) були «за» розірвання унії, тоді як лише 184 голоси (0,05%) — «проти».

## Вибір короля Норвегії
Після зречення Оскара II парламент Норвегії вирішив запропонувати корону принцу Карлу Данському, який погодився прийняти її за умови підтримки населення на референдумі. 18 листопада Карл був обраний королем Норвегії та прийняв ім'я Гокон VII.

## Зовнішні посилання
- Спільний сайт Національної бібліотеки Норвегії та Шведського національного архіву про 1905 рік
- Офіційні результати референдуму про розірвання унії Норвегії зі Швецією